# Bristol Type 603
Bristol Type 603 je automobil, který v letech 1976–2011 vyráběla britská automobilka Bristol Cars. Nahradil předchozí model Bristol 411.

## Verze
- Bristol 603 S1/S2: 1976-1981
- Bristol Britannia (603 S3): 1982-1994
- Bristol Brigand (603 S3): 1982-1994
- Bristol Blenheim (603 S4): od 1994

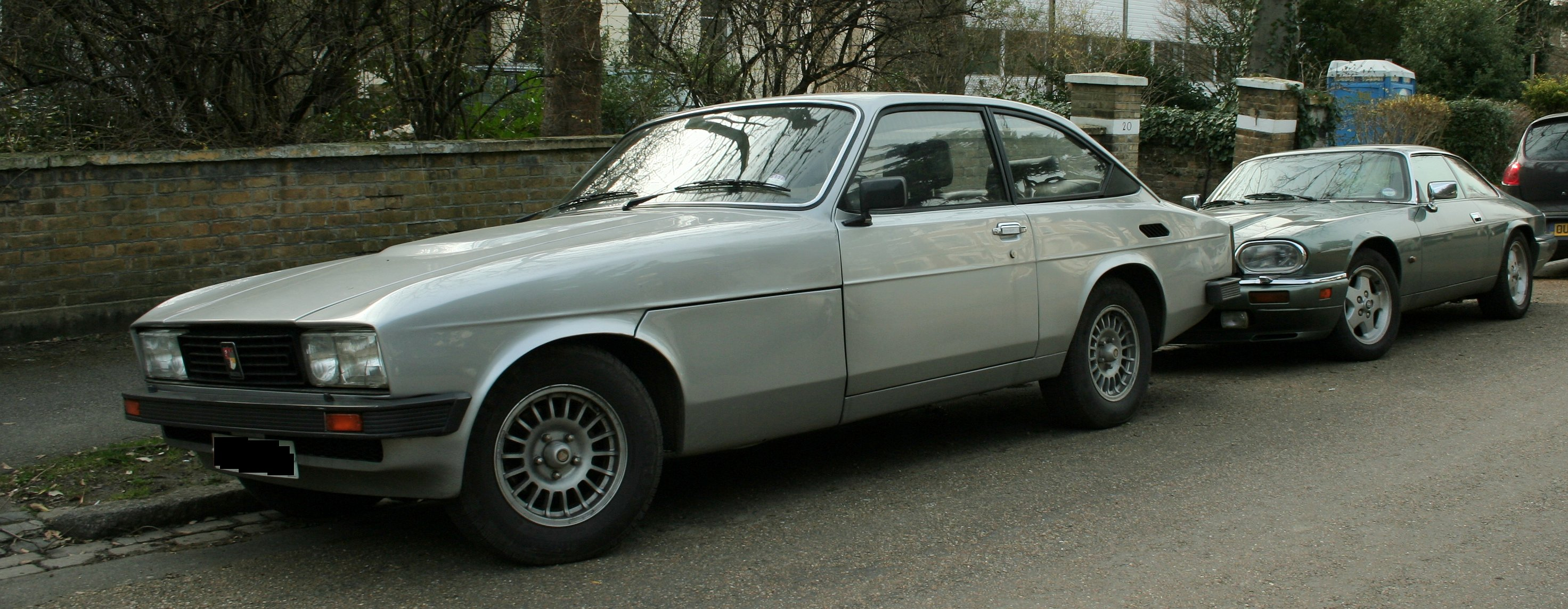
Bristol Brigand

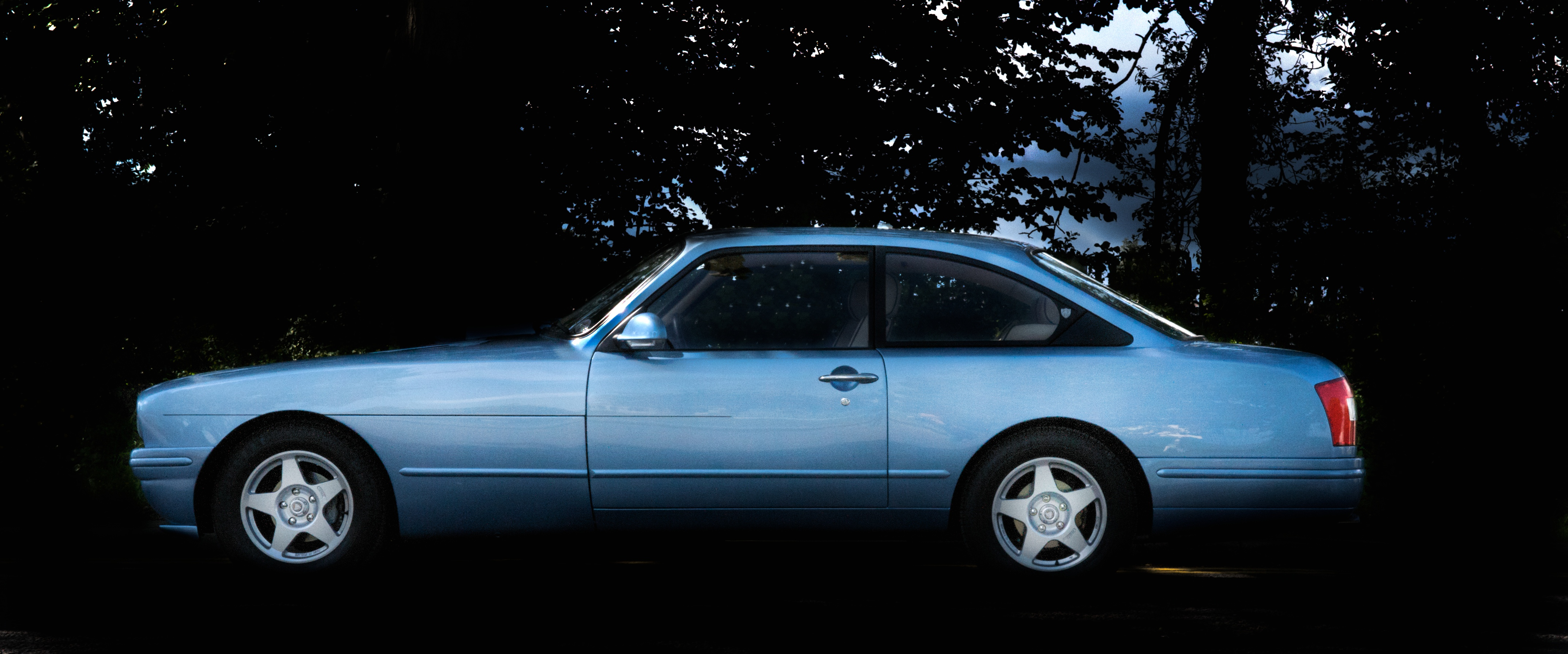
Bristol Blenheim

- Bristol 603 S1/S2: 1976-1981
- Bristol Britannia (603 S3): 1982-1994
- Bristol Brigand (603 S3): 1982-1994
- Bristol Blenheim (603 S4): od 1994

## Data
| Model          | Motor | Objem    | Výkon  |
| -------------- | ----- | -------- | ------ |
| 603E           | V8    | 5211 cm3 | 147 hp |
| 603S/Britannia | V8    | 5898 cm3 | 172 hp |
| Brigand        | V8    | 5898 cm3 |        |
| Blenheim       | V8    | 5898 cm3 | 354 hp |

## Bristol Blenheim (603 S4)
Bristol Blenheim je model od roku 1994.
| Délka        | 4,87 m       |
| Šířka        | 1,765 m      |
| Výška        | 1,441 m      |
| Rozvor nápra | 2,89 m       |
| Hmotnost     | 1784 kg      |
| 0-60 mph     | 6,1 s        |
| Cena         | 4.461.583 Kč |